# Jan Slíva
Jan Slíva (* 24. července 1952, Opava nebo Krnov) je římskokatolický kněz působící od 80. let v olomoucké arcidiecézi. Roku 1987 byl podmíněně odsouzen za pohlavní zneužívání dvou chlapců, přesto doposud vykonává duchovenskou službu.

## Životopis
Jan Slíva se narodil 24. července 1952 v Opavě nebo Krnově. V letech 1984–1987 působil jako kooperátor ve farnosti Holešov. V tomto období si jej Státní bezpečnost vytipovala jako kandidáta tajné spolupráce pro získávání informací z prostředí římskokatolické církve a roku 1987 jej získala jako tajného spolupracovníka. V roce 1987 byl odsouzen za pohlavní zneužívání mladistvých na faře v Prusinovicích. Roku 1999 byl podmíněně odsouzen za trestný čin krádeže peněžní pozůstalosti po zesnulém faráři v Rymicích.
Ačkoli bylo olomoucké arcibiskupství na tyto skutečnosti opakovaně upozorňováno, Slíva dále působí duchovní službě. Arcibiskup Jan Graubner podle svého vyjádření bral ohled na to, že Slíva prošel dětským domovem, a nechtěl, aby se s ním chyba vlekla do konce života. Slíva v období 1994–1998 působil ve farnosti Rymice, v letech 1999–2006 působil jako kaplan Cholině (bydlel na faře ve Vilémově). V letech 2007–2010 působil jako administrátor na Dolní Bečvě. Od roku 2013 vykonává funkci faráře Městečku Trnávka, aniž by o tom ovšem byly informovány státní úřady (podle rejstříku ministerstva kultury je pozice faráře od roku 2011 neobsazena). Podle oficiálních údajů olomouckého arcibiskupství má Slíva roli důchodce. Slíva je zároveň aktivní ve farnosti Svitavy, kde je členem ekonomické a pastorační rady a účastní se veřejných duchovních aktů.